# 出雲正剛
出雲 正剛（いずも せいごう、1952年9月 - ）は、日本及びアメリカ合衆国の医学者。

## 経歴
福岡県に生まれる。1971年福岡県立修猷館高等学校卒業。在学中に読んだ時実利彦著『脳を考える』などに強い影響を受けて神経医学への道を進むことを志し、脳研究施設のある東京大学に入学。1978年東京大学医学部卒業。
1978年、基礎医学者を目指し、まず病気の病態を知りたいと東京大学医学部病理学教室に入局するが、1年を経ずして、臨床を少しでも経験しておくべきと考え、個人的に師事していた聖路加国際病院の日野原重明に相談したところ、アメリカ留学をアドバイスされ、同氏の仲介で1979年にボストンのベス・イスラエル病院の内科インターン、レジデントに転じる。しかし、同病院のICUでのエキサイティングな臨床現場に遭遇しているうちに循環器学に魅せられ、循環器内科の専門となり、1983年同病院循環器科のフェローとなる。そこで心不全について研究を始め、分子生物学に注目したその研究成果が認められ、1986年ハーバード大学医学部の内科講師を経て、1989年同助教授に就任。1990年ハーバード・MITヘルスサイエンステクノロジー部門の助教授を併任する。
1993年ミシガン大学医学部循環器内科主任教授に就任。1994年同生化学教授、1995年同大学の器官形成センター長も併任する。1997年ベス・イスラエル・ディーコネス医療センター心臓血管研究所ディレクターに就任する。
1997年ハーバード大学医学部内科教授にオファーされ就任。1999年ハーバード・NIH先天性心疾患特別研究プログラム主任、2000年ハーバード・NIH心臓病ゲノム機能解析特別研究プログラム主任も併任する。なお、2001年には、出雲が取り組んだ心臓病の分子生物学的、ゲノム機能解析的アプローチの研究に対し、NIH（アメリカ国立衛生研究所）などの政府機関から支給される研究助成金において、ハーバード大学中全科でトップの額を獲得している。
2003年ノバルティス副社長兼心血管研究部門グローバルヘッド、2008年ギリアド・サイエンシズ副社長兼心血管研究開発治療部門ヘッドを経て、2012年武田薬品工業再生医療ユニットグローバルヘッドに就任。2018年10月退職。

## 人物
- 東大在学中は演劇に魅せられ、狂言や歌舞伎をプロに習い、自分で劇団を主宰し、鈴木忠志の早稲田小劇場（現・SCOT）にも属していた。
- 日野原重明が行っていた医学教育のワークショップに、模擬患者役として手伝った縁で、同氏との親しい付き合いが始まっている。
- 1977年に順天堂大学の医学生であった樋渡博子と学生結婚したが、日野原重明夫妻の媒酌により、日野原の父が牧師をしていた教会で結婚式を挙げている。式の後は紅茶とケーキだけの披露宴の後、2人とも午後の授業に戻っている。